# Ревішин Олександр Петрович
Олекса́ндр Петро́вич Реві́шин (11 грудня 1870 — † 10 червня (старим стилем) 1920), генерал-майор, генеральний хорунжий Армії Української Держави.

## Життєпис
Народився 11 грудня 1870 в сім'ї дворян в Харківській губернії. 1889 закінчив Петровський Полтавський кадетський корпус, по тому Миколаївське кінне училище в 1891 та академію Генштабу у 1904. Штаб-офіцер для доручень штабу 9-го армійського корпусу Маньчжурської армії, учасник російсько-японської війни 1904—1905, старший ад'ютант штабу 2-ї козачої дивізії в Кам'янці-Подільському, викладач Тверського кінного училища.
У роках І світової війни — начальник штабу 2-го кінного корпусу Південно-Західного фронту, начальник 9-ї кінної дивізії, генерал-майор. Нагороджений Георгіївською зброєю (1915). 1915 — начальник штабу 16-ї кавалерійської дивізії, 1916-17 — командир Кримського кінного полку. Начальник штабу 9-ї кавалерійської дивізії з липня 1917, з вересня — начальник штабу 2-го кавалерійського корпусу.
В українській армії з 1917, начальник пішої дивізії, за Гетьманату — начальник 3-ї кінної дивізії та Особливого корпусу, адміністративного управління Генштабу.
З початку 1919 — у Добровольчій армії, інспектор формування чеченських частин, командир Чеченської кінної дивізії. З 1920 — у Російській армії генерала Врангеля в Криму, командир групи військ особливого призначення, командир 3-ї кінної дивізії.
Біля Мелітополя (під Ново-Михайлівкою, де був штаб його дивізії, захоплений у полон будьонівцями в травні 1920, і розстріляний в штабі Кінної армії 10 червня.